# ۹۶۵ (میلادی)
۹۶۵ (میلادی) نهصد و شصت و پنجمین سال تقویم میلادی است.
‎